# 1982년 조세 형평성 및 재정 책임법
1982년 조세 형평성 및 재정 책임법(영어: Tax Equity and Fiscal Responsibility Act of 1982, Pub.L. 97–248), 약칭 TEFRA는 전년도에 통과된 켐프-로스법의 일부 효과를 철회한 미국의 연방 법률이다. 1981년 여름부터 1982년 여름 사이에 경기 침체(‘이중 침체’의 두 번째 침체)와 켐프-로스법의 세율 인하라는 이중 효과로 인해 세입이 실질적으로 약 6% 감소했으며, 이에 따라 세입 감소와 정부 지출 증가로 인해 적자 또한 급격히 증가했다. 예산 적자의 급격한 증가는 의회 내 많은 이들에게 우려를 낳았다. TEFRA는 세금 허점을 막고, 세금 규정의 더 엄격한 집행을 도입하고, 아직 발효되지 않은 켐프-로스법의 한계 개인 소득세율 인하 중 일부를 철회하며, 특히 법인세율을 포함한 일부 세율을 인상하여 세입을 창출함으로써 예산 격차를 줄이기 위해 만들어졌다. TEFRA는 1981년 11월 13일에 발의되었고 캘리포니아의 미국 하원의원 피트 스타크가 후원했다. 오랜 심의 끝에 최종 버전은 1982년 9월 3일 로널드 레이건 대통령에 의해 서명되었다.

## 조항 요약
이 법안에는 미국의 건강 관리 시스템과 관련된 특정 조항이 포함되어 있다.
- 진단명 기준 환자군(DRG) 코딩 시스템을 사용하여 입원 환자 치료를 위한 예측 지불 시스템을 구축했다.
- 특정 호스피스 케어 지불에 대한 권한을 설정했다.[2]
- 다른 민간 건강보험 계획에 가입된 개인에 대한 건강 서비스에 대해 메디케어를 "보조 지불자"로 인정했다.
- "실제 성과가 허용 가능하고 적절한 관행을 정의하는 객관적인 기준에 대해 측정되는 의료 분야에서 치료 품질 패턴에 대한 검토"로서 활용도 검토에 대한 조항을 설정했다.
- 건강 관리 기관이 메디케어 수혜자(메디케어 파트 C)에게 서비스를 제공할 수 있도록 계약을 허용했다.
- 케이티 베켓 면제(TEFRA 면제라고도 함)를 제정했는데, 이는 19세 미만 아동의 가정 기반 메디케이드 서비스에 대한 소득 적격성과 관련된 메디케이드 면제이다.

미국 재무부 세금 분석국은 세금 변경 사항을 다음과 같이 요약했다.

- 가속 감가상각 공제 예정 인상분 폐지
- 안전 항만 리스 규정 강화
- 납세자가 투자 세액 공제의 50%만큼 기준을 줄이도록 요구
- 개인에게 지급되는 배당금 및 이자에 대해 10% 원천징수 제도 도입
- 완성 계약 회계 규정 강화
- FUTA 임금 기준 및 세율 인상

## 영향 및 논란
가속 감가상각 공제 예정 인상분이 폐지되었고, 개인에게 지급되는 배당금 및 이자에 대해 10%의 원천징수가 도입되었으며, 연방 실업세법의 임금 기준 및 세율이 인상되었다. TEFRA에서 담배에 대한 소비세는 일시적으로 두 배로, 전화 서비스에 대한 소비세는 일시적으로 세 배로 인상되었다.
미국 대통령 로널드 레이건은 의회로부터 세금 1달러 인상당 3달러 지출 감축 약속을 받고 세금 인상에 동의했다. 당시 잭 켐프 하원의원이 이끄는 일부 보수주의자들은 약속된 지출 감축이 이루어지지 않았다고 주장한다. TEFRA가 서명된 지 일주일 후, 로널드 레이건이 "예산을 망칠 것"이라고 주장했던 H.R. 6863 - 1982년 추가 세출법은 그의 거부권에도 불구하고 양원에서 통과되었다. 4년 후, 당시 예산 국장 데이비드 스톡먼은 의회가 약속을 실질적으로 지켰으며, 행정부가 관리 절감액을 파악하지 못하고 국방비 지출 삭감에 저항한 것이 더 큰 지출 절감의 주요 장애물이었다고 언급했다.
하원에서 통과된 원래의 TEFRA 법안은 세금을 낮추었을 것이다. 공화당이 다수였던 상원은 원래 하원 법안의 내용을 여러 세금 인상안으로 대체했고, 로널드 레이건 대통령이 서명한 후 이 법안은 법이 되었다.
개리슨 R. 암스트롱이라는 개인이 TEFRA가 모든 세입 법안이 하원에서 발의되어야 한다고 규정하는 미국 헌법 제1조의 발의 조항을 위반했다고 주장하며 소송을 제기했다. 미국 제9항소법원은 암스트롱에게 불리한 판결을 내리며 "따라서 상원이 궁극적으로 TEFRA가 된 광범위한 수정안을 제안했을 때 발의 조항에 따른 권한을 초과하지 않았다고 결론 내린다"고 말했다.
1988년, 자유지상주의 정치 작가 셸던 리치먼은 TEFRA를 "미국 역사상 가장 큰 세금 인상"이라고 묘사했다. 2003년, 전 레이건 보좌관 브루스 바틀릿은 내셔널 리뷰에 "TEFRA는 매년 375억 달러의 세금을 인상했다"고 썼으며, "최근 재무부 연구에 따르면 TEFRA만으로도 국내총생산의 거의 1%에 해당하는 세금을 인상하여 미국 역사상 가장 큰 평시 세금 인상이 되었다"고 자세히 설명했다. 그러나 이러한 "인상"은 주로 전년도 ERTA에 의해 예정되었으나 TEFRA 통과 당시 아직 발효되지 않았던 미래 세금 감면의 취소를 통해 달성되었다. 납세자들은 TEFRA 이후 3년 동안 여전히 3,750억 달러의 세금 감면을 받았다.
아래는 미국 재무부 연구에서 발췌한 법안이 정부 수입에 미치는 영향을 보여주는 표이다. 이 표에서 볼 수 있듯이, TEFRA는 GDP의 거의 1%(0.98%)만큼 세입을 증가시켰는데, 이는 1981년 세금 감면과 레이건 시대 다른 세금 법안의 완만한 효과와는 대조적이다. 이 연구는 이러한 정부 수입 추정치가 GDP에 대한 법안의 영향을 고려하지 않으므로 GDP 증가로 인해 발생할 수 있는 결과적인 수입 증가는 포함하지 않는다는 점을 언급한다.
이 법안은 또한 1986년 일몰 조항이 있는 메디케어 프로그램에 말기 환자를 위한 호스피스 혜택을 만들었다. 또한 주정부가 메디케이드 프로그램에 호스피스 혜택을 추가할 수 있도록 허용했다.
| 세금 법안                         | 제정 후 경과 년수 | 제정 후 경과 년수 | 제정 후 경과 년수 | 제정 후 경과 년수 |             |          |
| 세금 법안                         | 1                 | 2                 | 3                 | 4                 | 첫 2년 평균 | 4년 평균 |
| --------------------------------- | ----------------- | ----------------- | ----------------- | ----------------- | ----------- | -------- |
| 1981년 경제 회복세법              | −1.21             | −2.60             | −3.58             | −4.15             | −1.91       | −2.89    |
| 1982년 조세 형평성 및 재정 책임법 | 0.53              | 1.07              | 1.08              | 1.23              | 0.80        | 0.98     |
| 1982년 고속도로 세입법            | 0.05              | 0.11              | 0.10              | 0.09              | 0.08        | 0.09     |
| 1983년 사회 보장 개정법           | 0.17              | 0.22              | 0.22              | 0.24              | 0.20        | 0.21     |
| 1983년 이자 및 배당 소득세 준수법 | −0.07             | −0.06             | −0.05             | −0.04             | −0.07       | −0.05    |
| 1984년 적자 감축법                | 0.24              | 0.37              | 0.47              | 0.49              | 0.30        | 0.39     |
| 1985년 옴니버스 예산 조정법       | 0.02              | 0.06              | 0.06              | 0.06              | 0.04        | 0.05     |
| 1986년 세제개혁법                 | 0.41              | 0.02              | −0.23             | −0.16             | 0.22        | 0.01     |
| 1987년 옴니버스 예산 조정법       | 0.19              | 0.28              | 0.30              | 0.27              | 0.24        | 0.26     |
| 합계                              | 0.33              | −0.53             | −1.63             | −1.97             | −0.10       | −0.95    |